# Jüdischer Friedhof (Höringhausen)

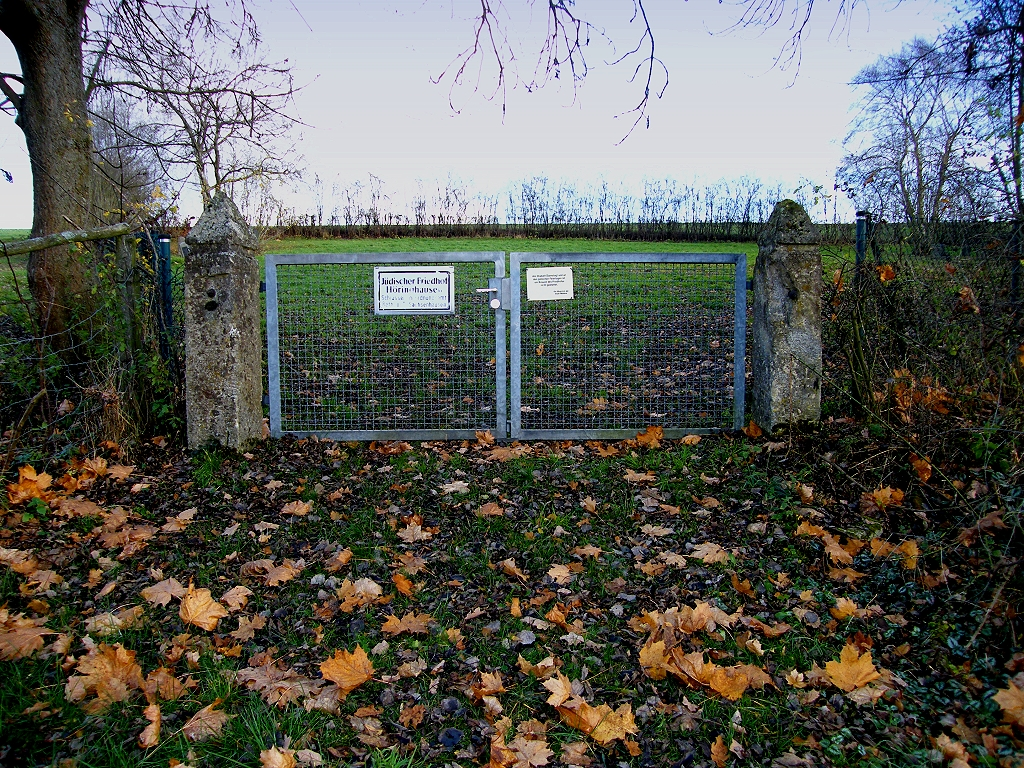
Eingang zum jüdischen Friedhof in Höringhausen

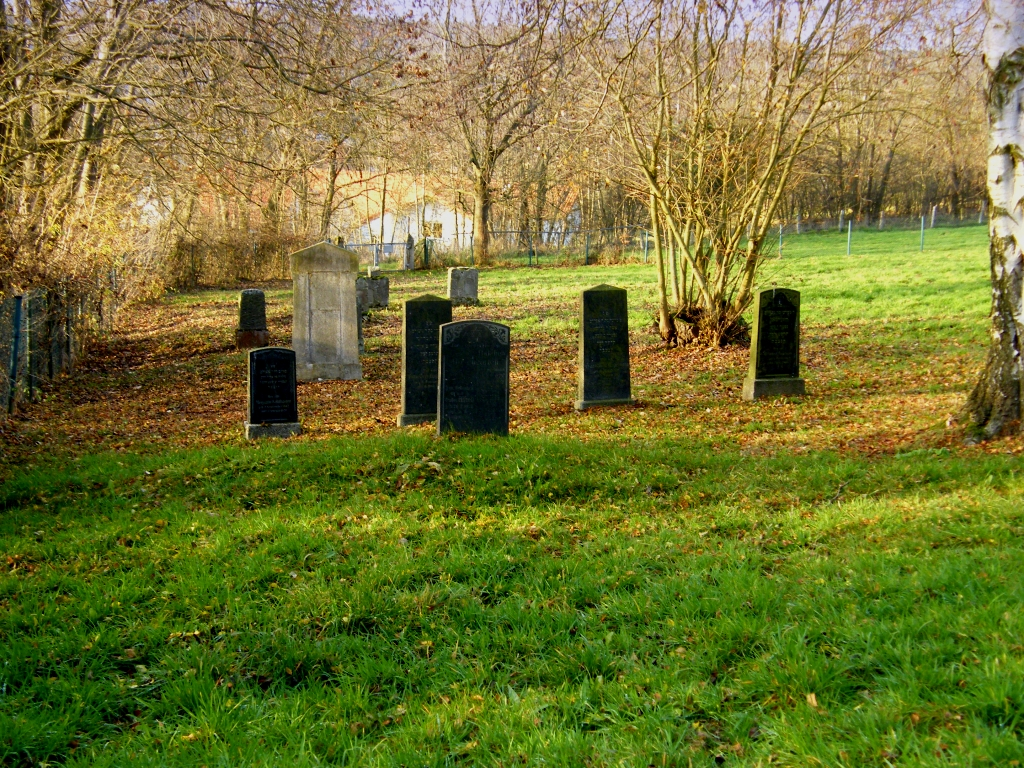
Grabsteine

Der Jüdische Friedhof in Höringhausen, einem Stadtteil von Waldeck im Landkreis Waldeck-Frankenberg in Hessen, wurde in der Mitte des 19. Jahrhunderts errichtet. Der jüdische Friedhof liegt etwa 500 Meter vom Ort entfernt am Komberg und hat einen Abstand von 100 Meter zur Bahnlinie. Hinter dem Viadukt führt rechts ein Feldweg zum Friedhof, der zwischen landwirtschaftlich genutzten Flächen liegt.

## Geschichte
Der Friedhof der jüdischen Gemeinde Höringhausen wurde 1936 (Hermann Katz, gest. 12. Februar 1936) zum letzten Mal belegt. Auf dem 27,40 ar großen Friedhof sind heute noch 25 Grabsteine (Mazewot) erhalten. Ein Teil der Inschriften ist nicht mehr zu lesen.